# Homebrew (gestionnaire de paquets)
Pour les articles homonymes, voir Homebrew.
Homebrew est un gestionnaire de paquets pour macOS gratuit et open-source écrit en Ruby. Son but est de simplifier l'installation de programmes. Il a été créé par Max Howell, le logiciel a connu un gain de popularité au sein de la communauté de Ruby on Rails et a reçu des éloges pour ses capacités d'extensibilité. Il a été recommandé pour sa facilité d'utilisation et son intégration dans l'environnement Apple.
Homebrew a fait un usage intensif de GitHub pour réussir à étendre le support de nombreux paquets grâce à la contribution des utilisateurs. En 2010, Homebrew était le troisième dépôt de GitHub le plus forké.
En 2012 Homebrew a été le logiciel qui a reçu le plus de nouvelles contributions sur la plate-forme GitHub.
Lors de l'année 2013, Homebrew a eu le plus grand nombre de contributeurs et de problèmes résolus comparé à tous les projets de GitHub.
Homebrew a donné lieu à de nombreux sous-projets tels que linuxbrew qui est l'équivalent de Homebrew mais sous Linux.

## Historique
Homebrew a été écrit par Max Howell en 2009. En mars 2013, Homebrew a réussi une levée de fonds sur Kickstarter afin de financer des serveurs destinés à tester et compiler les paquets. Le 14 décembre 2013, le dépôt de Homebrew a été déplacé et est maintenant un projet à part entière.
Homebrew est actuellement développé par un groupe de 9 développeurs, en plus des utilisateurs qui peuvent apporter leurs contributions.

## Implémentation
Homebrew est écrit en Ruby et vise la version qui vient déjà installée sous les systèmes OS X . Il est par défaut installé dans /usr/local.

## Collecte des données
Homebrew collecte des données sur les installations, les erreurs et les versions des systèmes d'exploitation à des fins statistiques avec Google Analytics. Il est possible de les désactiver au moyen de la commande brew analytics off.
Les utilisateurs peuvent voir les statistiques des 30, 90 et 365 derniers jours sur le site internet officiel. 